# Haruko Sugimura
Haruko Sugimura  (杉村 春子?, Sugimura Haruko) (6 gennaio 1909 – 4 aprile 1997) è stata un'attrice cinematografica e attrice teatrale giapponese, meglio nota per i ruoli interpretati nei film di Yasujirō Ozu e di Mikio Naruse dalla fine degli anni quaranta ai primi anni sessanta.

## Biografia
Sugimura nacque a Nishi-ku, Hiroshima. Dopo la morte dei genitori, fu adottata in tenera età da facoltosi commercianti di legname, scoprendo solo molto tempo dopo che non erano i suoi genitori biologici. Sembra che Sugimura abbia affermato di essere la figlia illegittima di una geisha. I suoi genitori adottivi la portavano a vedere spettacoli sia della tradizione scenica giapponese, come il kabuki e il bunraku, sia di balletto e di teatro d'opera. La incoraggiarono anche ad iscriversi alla Tokyo Ongaku Gakko (ora Tokyo University of the Arts), dove però non superò gli esami. Si unì poi allo Tsukiji Shōgekijō (Tsukiji Little Theatre) di Tokyo, nel 1927, e in seguito alla compagnia teatrale Bungakuza, a cui rimase associata dal 1937 fino al suo ritiro nel 1996.
Debuttò sullo schermo nel 1932 in Namiko (1932) di Eizo Tanaka. Tra il 1937 e la fine della guerra, recitò in circa 20 film, alcuni dei quali diretti da Yasujirō Shimazu e da Shirō Toyoda. Alcune sue interpretazioni degne di nota in film successivi alla guerra furono in La mattina della famiglia Osone (1946) di Keisuke Kinoshita e in Tarda primavera (1949)  di Ozu. Tra i suoi ruoli più importanti quello di Shige, la parrucchiera figlia dell'anziana coppia in Viaggio a Tokyo (1953) di Ozu, quello in Late Chrysanthemums (1954) di Naruse, e in An Inlet of Muddy Water (1953) di Tadashi Imai. Per le sue interpretazioni, ricevette il Blue Ribbon Award, il Kinema Junpo Award e il Mainichi Film Award.
Sul palcoscenico, riscosse successo nella parte di Blanche Dubois in Un tram che si chiama Desiderio, di Gertrude in Amleto e di Asako Kageyama in Rokumeikan  di Yukio Mishima. Il suo ruolo teatrale più celebre e da lei spesso interpretato fu quello di Kei Nunobiki in A Woman's Life di Kaoru Morimoto per il quale ricevette numerosi premi, tra i quali il Japan Art Academy Prize e l'Asahi Prize. Nel 1992, le fu conferita la cittadinanza onoraria di Tokyo. Nel 1995, rifiutò il premio Order of Culture. Lo stesso anno vide il rilascio del suo ultimo film, A Last Note di Kaneto Shindō.

## Filmografia

### Film
- Namiko (1932)
- Asakusa no hi (1937)
- Uguisu (1938)
- Wedding Day (1940)
- Okumura Ioko (1940)
- Spring on Leper's Island (1940) – Yokogawa's wife
- Ōhinata-mura (1940)
- Waga ai no ki (1941)
- Shirasagi (1941)
- Jirō monogatari (1941)
- Nankai no hanataba (1942) – Nobuko Hotta
- Haha no chizu (1942) – Isano Kishi
- Gekiryu (1944)
- Army (1944) – Setsu
- Kanjōkai no bara (1945)
- Umi no yobu koe (1945)
- Ōsone-ke no ashita (1946) – Fusako Ōsone
- Urashima Tarō no kōei (1946)
- No Regrets for Our Youth (1946) – Madame Noge, Ryukichi's mother
- Yottsu no koi no monogatari (1947) – Yukiko's mother (episode 1)
- Joen (1947)
- Haru no mezame (1947)
- Sanbon yubi no otoko (1947) – Itoko
- Yuwaku (1948) – Tokie
- Te o tsunagu kora (1948)
- Idainaru X (1948) – Taka
- Toki no teizo: zengohen (1948)
- Kurogumo kaido (1948)
- Koku'un kaido (1948)
- Beni imada kiezu (1949)
- Yotsuya kaidan (1949) – Omaki
- Shinshaku Yotsuya kaidan: kōhen (1949) – Omaki
- Late Spring (1949) – Masa Taguchi
- Onna no shiki (1950)
- Until We Meet Again (1950) – Ono Suga
- Listen to the Voices of the Sea (1950) – Kohagi Nakamura
- Eriko to tomoni Part I + II (1951) – Harue Matsumura
- Jiyū gakkō (1951)
- Early Summer (1951) – Tami Yabe
- Fireworks Over the Sea (1951) – Kono Kujirai
- Repast (1951) – Matsu Murata, Michiyo's mother
- Inochi uruwashi (1951) – Mine Imura
- Seishun kaigi (1952) – Tamiyo
- Genroku suikoden (1952) – Onui
- Kaze futatabi (1952)
- Kin no tamago: Golden girl (1952) – Tsuruko Fujimura
- Wakai hito (1952)
- Senba zuru (1953) – Chikako Kurimoto
- Montenrupa: Bokyo no uta (1953)
- Kimi ni sasageshi inochi nariseba (1953)
- Tokyo Story (1953) – Shige Kaneko
- Life of a Woman (1953) – Tamae, Shintaro's mother
- An Inlet of Muddy Water (1953) – O-Hatsu (story 3)
- Geisha Konatsu (1954) – Raku Kamioka
- Late Chrysanthemums (1954) – Kin
- Shunkin monogatari (1954) – Oei
- Kunsho (1954)
- Meiji ichidai onna (1955) – Ohide
- Keisatsu Nikki (1955) – Moyo Sugita, a go-between
- Princess Yang Kwei-Fei (1955) – Princess Yen-chun
- Geisha Konatsu: Hitori neru yo no Konatsu (1955) – Raku Kamioka
- She Was Like a Wild Chrysanthemum (1955) – Masao's mother
- Aogashima no kodomotachi – Onna kyōshi no kiroku (1956) – Chie Yamada
- Inizio di primavera (1956) – Tamako Tamura
- Yonjū-hassai no teikō (1956) – Satoko, Kotaro's wife
- Nagareru (1956) – Someka
- Onna no ashi ato (1956)
- The Crowded Streetcar (1957) – Otome, the mother
- Tokyo Twilight (1957) – Shigeko Takeuchi
- Kanashimi wa onna dakeni (1958) – Chiyoko
- Hana no bojō (1958) – Rie Ikegami
- Summer Clouds (1958) – Toyo
- Nemuri Kyōshirō burai hikae: Maken jigoku (1958) – Sonoe
- Buon giorno (1959) – Kikue Haraguchi
- Bibō ni tsumi ari (1959) – Fusa Yoshino
- Anyakōro (1959) – Osai
- Kashimanada no onna (1959)
- The Three Treasures (1959) – Narrator
- Floating Weeds (1959) – Oyoshi
- Tenpō rokkasen – Jigoku no hanamichi (1960) – Okuma
- Musume tsuma haha (1960) – Kayo Tani
- Daughters, Wives and a Mother (1960) – Kayo Tani
- Ashi ni sawatta onna (1960) – Pickpocket Haruko
- Furyu fukagawata (1960)
- Banana (1960)
- Kutsukake Tokijirō (1961) – Oroku
- The End of Summer (1961) – Katou Shige
- Buddha (1961) – Vaidehi
- Hangyakuji (1961)
- Katei no jijō (1962) – Mrs. Yoshii
- Onna no za (1962) – Aki, Ishikawa-ke no gosai
- Ashita aru kagiri (1962)
- Musume to watashi (1962) – Kiyo Kitagawa
- The Outcast (1962) – School master's wife
- An Autumn Afternoon (1962) – Tomoko
- Kaigun (1963)
- Mother (1963) – Yoshie
- The Scent of Incense (1964) – Taromaru
- Akujo (1964) – Hatsu Mimura
- Kwaidan (1964) – Madame (story 4)
- Samurai Assassin (1965) – Tsuru
- L'amaro giardino di Lesbo (1965) – Otoko's mother
- Red Beard (1965) – Kin, the madam
- Daikon to ninjin (1965)
- Dark the Mountain Snow (1966) – Ine's mother
- Jinchoge (1966) – Aki Ueno, Daphne
- Hanaoka Seishū no tsuma (1967) – Narrator
- Hitorikko (1969)
- Kaseki no mori (1973)
- Akumyo: shima arashi (1974) – Ito
- Kaseki (1974) – Mother-in-law
- Bokuto kidan (1992) – Kafu's mother
- A Last Note (1995) – Yoko Morimoto

### Televisione (parziale)
- Sekigahara (1981) - Kita no mandokoro

## Riconoscimenti (parziale)
- 1948: Japan Art Academy Prize for A Woman's Life
- 1951: Blue Ribbon Awards Miglior attrice non protagonista per Repast e Early Summer
- 1954: Mainichi Film Concours Miglior attrice non protagonista per An Inlet of Muddy Water e Tokyo Story
- 1968: Asahi Prize per A Woman's Life
- 1974: Person of Cultural Merit
- 1996: Mainichi Film Concours alla Miglior attrice per A Last Note
- 1996: Kinema Junpo Awards alla Miglior attrice per A Last Note
- 1998: Mainichi Film Concours Special Award
- 1998: Japanese Academy Prize Special Award